# Redemption (альбом Walls of Jericho)
Redemption — мини-альбом детройтской металкор-группы Walls of Jericho, спродюсированный участником альт-метал-коллективов Slipknot и Stone Sour Кори Тейлором. Был записан в течение двух недель на домашней студии Тейлора в Айове и демонстрирует непривычный для экстремальных металлистов Walls of Jericho мелодичный хард-рок с доминированием акустической гитары. Первый опыт продюсирования для Кори, который познакомился с Walls of Jericho во время совместного концерта в рамках Family Values Tour в 2006 году.

## Оценки
Редактор сайта Musikreviews.de Нильс Херцог в кратком обзоре диска похвалил Кэндес Каксалэйн за чистый вокал и одобрил присутствие Кори Тейлора в треках «Ember Drive», «My Last Stand» и «Addicted». Критик электронного журнала PopMatters Эдриен Бегранд также отдал должное вокалистке Walls of Jericho, ранее известной в качестве одной из лучших женщин-скримеров в экстремальной музыке, а в настоящем же мини-альбоме — открывшей превосходный вокальный диапазон, особенно в обнажающей душу «My Last Stand» и предсказуемой, но хорошо исполненной пауэр-балладе «No Saving Me». Штатный автор издания Metal Forge Джастин Доннелли особо выделил дуэт Каксалэйн и Тейлора — «Addicted», сочетающий в себе близость к акустическому Stone Sour и звучание хардкорного Walls of Jericho.

## Список композиций
Слова и музыка всех песен — Walls of Jericho при участии Кори Тейлора, за исключением «The House of the Rising Sun» — народная песня.
| №  | Название                  | Длительность |
| -- | ------------------------- | ------------ |
| 1. | «Ember Drive»             | 4:21         |
| 2. | «My Last Stand»           | 4:42         |
| 3. | «No Saving Me»            | 4:08         |
| 4. | «House of the Rising Sun» | 4:10         |
| 5. | «Addicted»                | 4:57         |

## Участники записи
- Кори Тейлор — бэк-вокал (треки 1, 2), вокал (трек 5)

Walls of Jericho
- Кэндес Каксалэйн — вокал
- Крис Роусон — гитара
- Майк Хасти — гитара
- Аарон Руби — бас-гитара
- Дастин Шонхофер — ударные